# Plongée magazine
Plongée magazine est un magazine français consacré à la plongée sous-marine. De périodicité bimestrielle, il est édité par Média Plongée, maison d'édition spécialisée dans les magazines sport-loisir notamment de la plongée sous-marine.

## Historique
Le magazine est créé en 1994 par l'éditeur Média Plongée au sein du groupe Sofimav.
En juillet 2007, le magazine fusionne avec Océans magazine et Partir Plonger et la numérotation repart à 1, la publication est mensuelle.
En avril 2011, une nouvelle maquette est lancée (à partir du numéro 38) et la publication devient bimestrielle, avec 3 hors-séries par an, soit 9 numéros annuels.
Le numéro 73 sort en juillet 2015. La publication s'arrête.

## Tirage et diffusion
Les données suivantes proviennent du site de l'OJD:
| Année | Tirage moyen | Diffusion moyenne | Abonnements - Ventes au numéro |
| ----- | ------------ | ----------------- | ------------------------------ |
| 2007  | 40 880       | 13 824            | 40 % - 60 %                    |
| 2008  | 31 700       | 11 992            | 47 % - 53 %                    |
| 2009  | 27 490       | 11 538            | 50 % - 50 %                    |
| 2010  | 24 665       | 11 005            |                                |

## Rubriques
Le magazine aborde les rubriques suivantes :
- Aventure
- Dossier
- Enquête
- Épave
- Environnement
- Journal des pros
- Confidences
- Pratique
- Shopping
- Voyages
- Photo
- Médecine
- Materiel